# Григориос Ракидзис
Григориос Константину Ракидзис (на гръцки: Γρηγόριος Κωνσταντίνου Ρακιτζής) е серски търговец и дарител от XIX век от български произход.

## Биография
Ракидзис е роден в източномакедонския град Сяр в 1834 година. Започва да се занимава с търговия с алкохолни напитки, предимно с България и бързо става един от най-големите търговци в сектора. Занимава се и с търговия с тютюн, памук и анасон. Ракидзис дарява огромни суми за образователното дело в Сяр - построява и издържа женско училище и детска градина. Обновява църквите „Свети Николай“ и „Свети Архангели“.
Умира в Патра в 1906 година. Погребан е в Сяр. Името му носи улица в Сяр.